# Філадельфія QFest

Логотип кінофестивалю

Філадельфія QFest (англ. Philadelphia International Gay & Lesbian Film Festival, QFest) — Міжнародний ЛГБТ-кінофестиваль у Фладельфії був заснований в Філадельфії, штат Пенсільванія у 1995 році. Захід є третім за величиною у своєму роді в США, і найбільший на Східному узбережжі.

## Історія
Кінофестиваль, заснований за пропозицією президента TLA Entertainment Group Раймонда Мюррей. Проходить щорічно у липні, починаючи з 1995 року.
QFest спрямований на просування мистецтва як потужного інструменту для спілкування та співпраці між різними громадами, представляючи програми, що цікавлять ЛГБТ і квір-спільноту.

## Нагороди
На фестивалі вручаються такі нагороди:
- Приз журі
- Спеціальний приз
- Приз глядацьких симпатій
- Нагорода в номінації «Починаюча зірка»
- Нагорода в номінації «Художнє досягнення»

## Переможці
| Рік  | «Найкращий художній фільм»                                                    | «Найкраща короткометражка»                                                               | «Найкращий документальний фільм» | Спеціальна згадка                                                               |
| ---- | ----------------------------------------------------------------------------- | ---------------------------------------------------------------------------------------- | --- | ------------------------------------------------------------------------------- |
| 1997 | «Це в воді» (It's in the Water) реж. Келлі Херд США                           |                                                                                          | «Ліцензія на вбивство» (Licensed to Kill) реж. Артур Донг США                                                                                                 |                                                                                 |
| 2000 | «Урбанія» (Urbania) реж. Джон Шер США                                         |                                                                                          | | «Брудні життя» (Sordid Lives) реж. Дель Шорес США                               |
| 2001 | «Метросексуальність» (Metrosexuality) реж. Ріккі Бідл Блер США                | Jeffrey's Hollywood Screen Trick реж. Тодд Даунінг США                                   | «Визначити неможливо» (Undetectable) реж. Джей Коркоран США                                                                                                   | «Нульовий кілометр» (0 — Kilometer Zero) реж. Іоланда Гарсія Серрано Іспанія    |
| 2002 | «Чудернацький танець» (The Business of Fancydancing) реж. Шерман Алексі США   | «Суперпедік» (Superfag) реж. Курт Келер США                                              | «Сподіваюся, за вітром: Життя Гаррі Хей» (Hope Along the Wind: The Life of Harry Hay) реж. Ерік Слейд США                                                     | «Сімейна справа» (A Family Affair) реж. Хелен Леснік США                        |
| 2003 | «Болгарські коханці» (Los Novios búlgaros) реж. Елой де ла Іглесіа Іспанія    | «Дотик» (Touched) реж. Майк Лимон США                                                    | «Сестри в кіно» (Sisters in Cinema) реж. Івонн Велбон США | «Останні дні» (Latter Days) реж. Іоланда Гарсія Серрано Ізраїль                 |
| 2004 | «Доріан Блюз» (Dorian Blues) реж. Теннісон Бардуелл Німеччина                 | «Маленький чорний черевик» (Little Black Boot) реж. Колетт Берсон США                    | |                                                                                 |
| 2005 |                                                                               |                                                                                          | «Маленький чоловік» (Little Man) реж. Ніколь Конн Ірландія |                                                                                 |
| 2006 | «Хлопці як особлива культура» (Boy Culture) реж. К. Аллан Брока Франція       |                                                                                          | | «Гімнастка» (The Gymnast) реж. Нед Фарр США                                     |
| 2007 | «Лесбійський комітет» (Itty Bitty Titty Committee) реж. Джеймі Беббіт США     | «Найсумніший Хлопчик у світі» (The Saddest Boy in the World) реж. Джеймі Тревис Канада   | «Життя Рейлі» (The Life of Reilly) реж. Франк Л. Андерсон, Баррі Полтерман США                                                                                | «Притулок» (Shelter) реж. Іона Марковіц США                                     |
| 2008 | «Істина в любові» (Tru Loved) реж. Стюарт Уейд США                            |                                                                                          | «Ерудит, або Життя і думки Семюель Р. Делані, джентльмена» (The Polymath, or The Life and Opinions of Samuel R. Delany, Gentleman) реж. Фред Барні Тейлор США | «Якби весь світ був моїм» (Were the World Mine) реж. Том Густафсон США          |
| 2009 | «Комаха» (Fruit Fly) реж. HP Мендоса Сінгапур                                 | «В пошуку» (Looking For) реж. Мішель Полліно Велика Британія                             | «Поп-зірка на льоду» (Pop Star on Ice) реж. Девід Барба, Джеймс Пеллеріто США                                                                                 |                                                                                 |
| 2010 | «Oy Вея! Мій син гей !!» (Oy Vey! My Son Is Gay!!) реж. Євген Афінеевскій США | «Моє ім'я Кохання» (My Name Is Love) реж. Девід Фаардмар США                             | | «Сусіди по ліжку» (Bedfellows) реж. П'єр Стефанос США                           |
| 2011 | «Шибеник» (Tomboy) реж. Селін Ск'ямма Франція                                 | «Я не хочу повертатися один» (Eu Não Quero Voltar Sozinho) реж. Даніель Рібейро Бразилія | | «Докори 4: Театральний гурток» (Eating Out: Drama Camp) реж. К. Аллан Брока США |
| 2012 | «Злива» (Cloudburst) реж. Том Фіцджералд Канада                               | «Одна ніч» (Una Notte Ancora) реж. Джузеппе Буччі США                                    | «Де я» (Where I Am) реж. Памела Дрінан США | «Відпусти мій народ» (Let My People Go) реж. Мікаель Бух Франція                |
| 2013 | «Вільне падіння» (Freier Fall) реж. Стефан Лакант Німеччина                   | «Спати в обнімку» (Spooners) реж. Брайан Хорьх США                                       | «Шлях Валентина» (Valentine Road) реж. Марта Каннінгем США | «Глава денатурата» (Meth Head) реж. Джейн Кларк США                             |
| 2014 |                                                                               |                                                                                          | | «Один з хлопців» (One of the Guys) реж. Майкл Бусца США                         |
| 2015 | «СМ Саллі» (S&M Sally) реж. Мішель Елен США                                   |                                                                                          | «Мала» (Mala Mala) реж. Антоніо Сантіні США | «Сміливість сказати правду» (4th Man Out) реж. Андрій Некман США                |